# Santiago Balcells Gorina
Santiago Balcellsy Gorina (Barcelona, 3 de octubre de 1913 - Barcelona, 31 de marzo de 2007) fue un arquitecto catalán, Hijo del también arquitecto Eduardo María Balcells Buhigas y de Eugenia Sanz.

## Biografía y trayectoria
Se licenció en Ciencias Exactas, y concluyó también más tarde la carrera de Arquitectura en marzo de 1940. Los primeros años de profesión los ejerció en el taller de su padre. 
Contrajo matrimonio con Mercedes Batlle Canela en octubre de 1942, con quien tuvo ocho hijos. Fundó su propio taller en 1943, Balcells Arquitectos, que cuenta con varios directores arquitectos que le han sucedido; entre otros, Fernando Balcells Canela e Inma Balcells Camps.
Fue autor del Colegio de San Francisco de Borja, en San Cugat del Vallés, cuya construcción fue finalizada en 1949. Sobresalen los edificios del Banco Comercial Transatlántico (1957-60) y, en colaboración con Francesc Mitjans, del Banco Atlántico (1966-69) de Barcelona (actualmente, Torre Banco Sabadell).

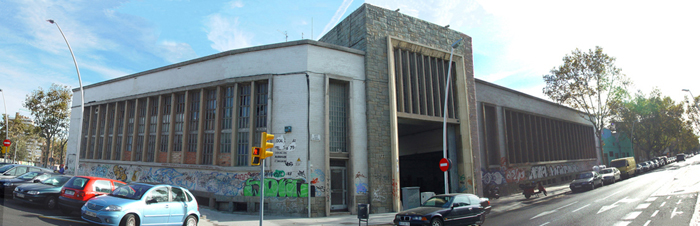
Antigua fábrica Netol (1955-2007), obra de Santiago Balcells Gorina.

En Poblenou, en la zona que hoy corresponde al 22@, construyó la fábrica Netol, en estilo racionalista. Éste edificio fue derribado para construir uno de los edificios de oficinas del Distrito 22@. La fachada fue conservada por requerimiento de protección arquitectónica, pero quedó cubierta por el muro cortina del edificio, lo que dificulta su observación.  

También es el autor del edificio de viviendas de la calle Josep Bertrand, núm. 9 de Barcelona, construido en 1954. Se considera de estilo novecentista. Utilizó material prefabricado en el ornamento de relieves de orden corintio de la fachada. 

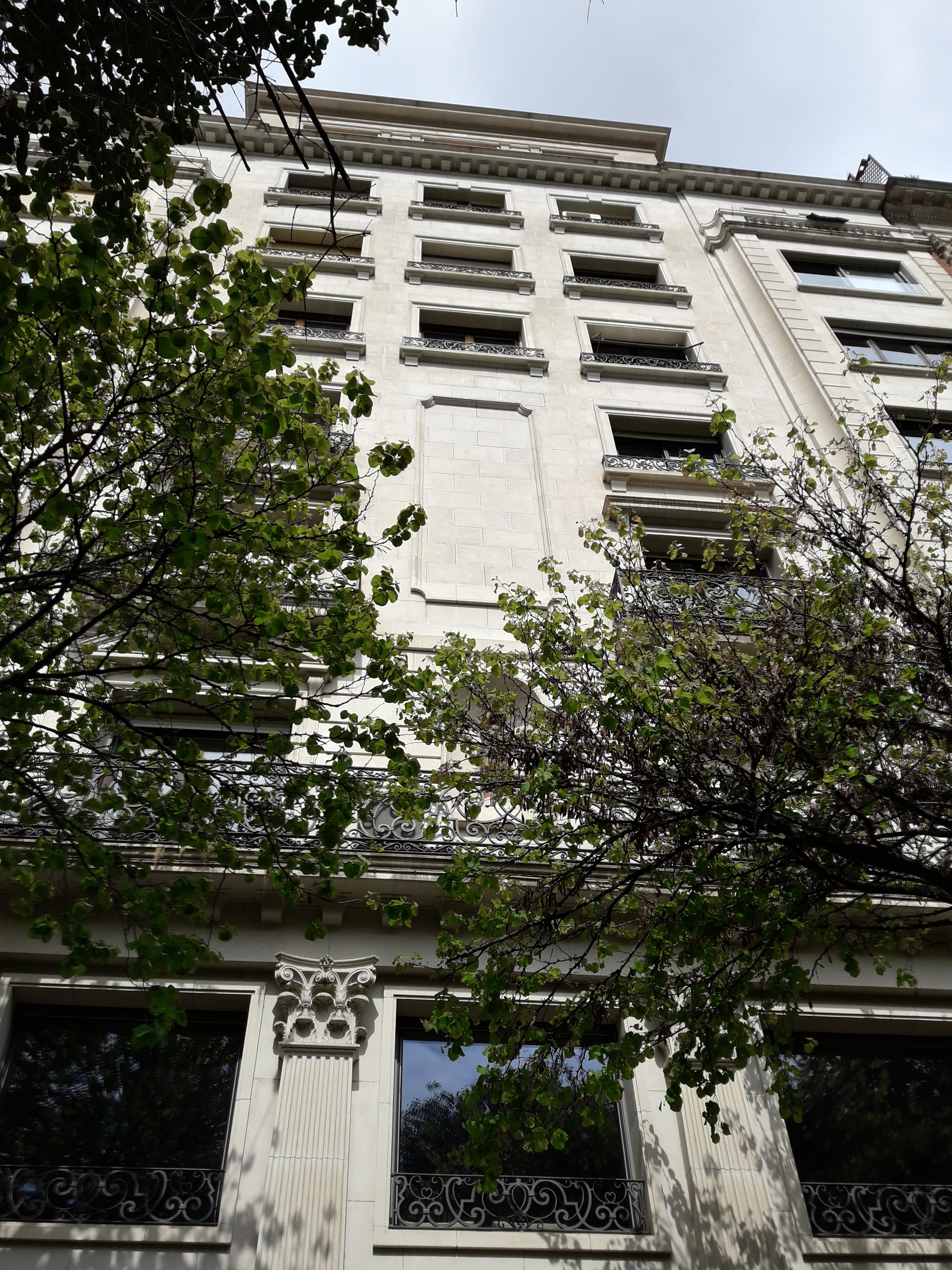
Calle Josep Bertrand 9 (1954)
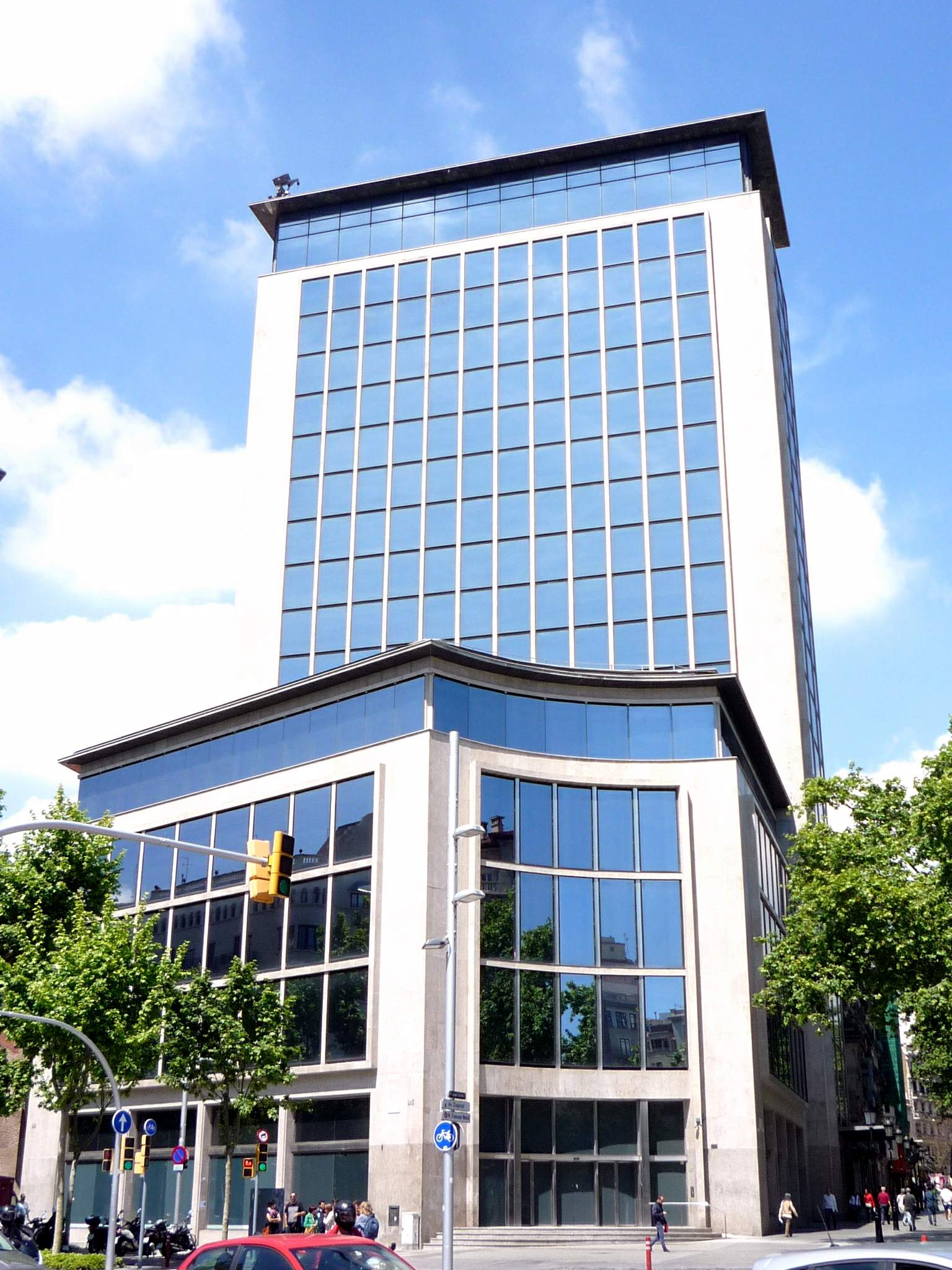
Banco Comercial Transatlántico (1961)
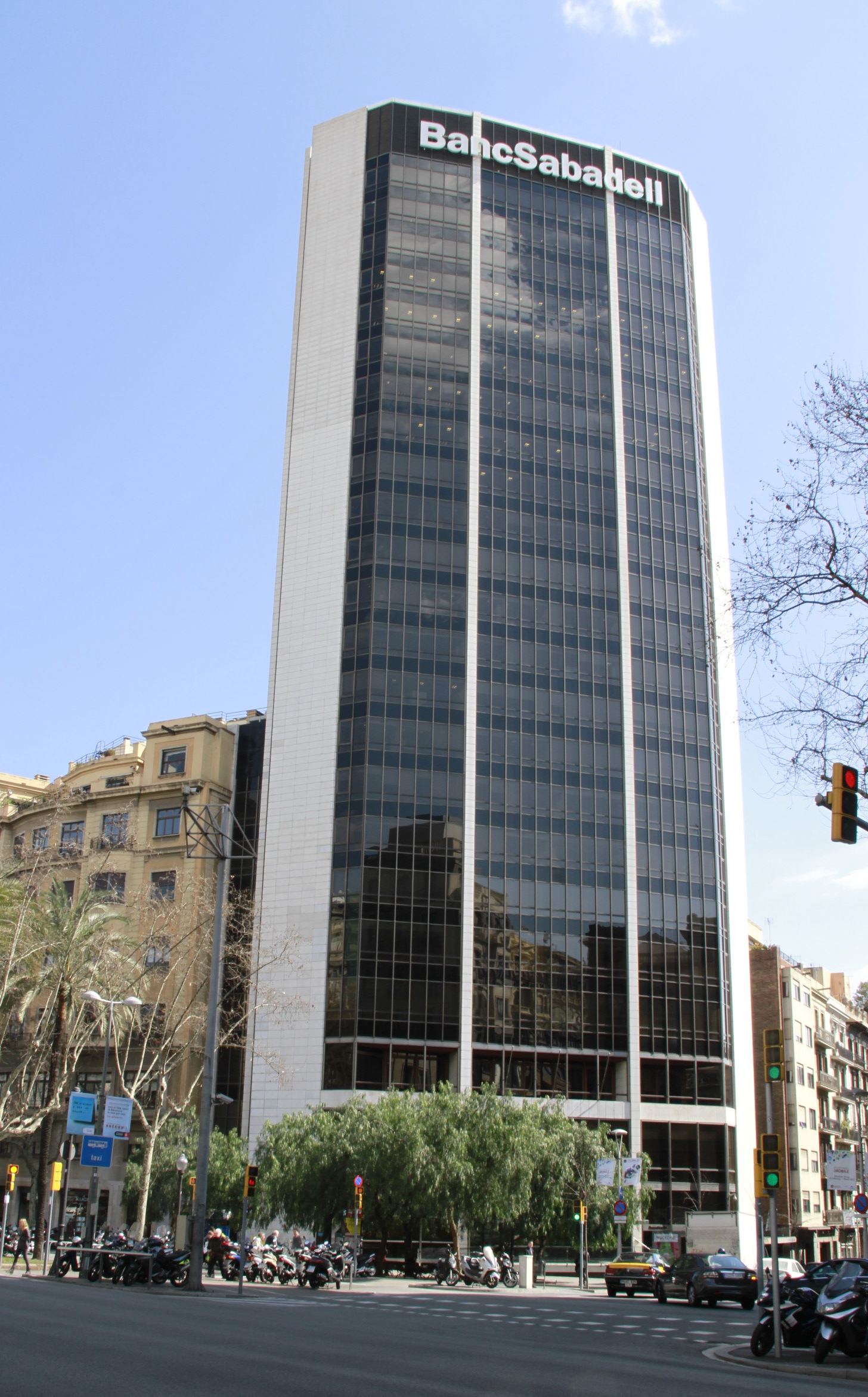
Banco Atlántico (1965-1969)

Durante su juventud, perteneció a la Federación de Estudiantes Católicos, presidiendo la Asociación de Estudiantes Católicos de Ciencias. Presidió el Patronato de la Sagrada Familia y San Ignacio de Loyola. Miembro de la Asociación Católica de Propagandistas, desde el 6 de diciembre de 1941.